# Piedra rúnica de Granby
La piedra rúnica de Granby (en danés: Granbyhällen), identificada como U 337 en la Rundata, es una piedra rúnica de Uppland, Suecia, que contiene una de las inscripciones rúnicas más largas encontradas hasta la fecha.

## Descripción
La piedra de Granby es un pedrusco cubierto de una inscripción rúnica en memoria a un padre, una madre y algunas otras personas. Algunos de los miembros de la familia son conocidos de otras inscripciones rúnicas: Kalfr está mencionado en las piezas U 338 y U 341 de Söderby, como en la U 342 que se encuentra también en Granby, mientras que Ragnfríðr está mencionado en la U 338.

### Inscripción
En caracteres latinos:

+ hemik + uk + sialfi + uk + iohan + þeiʀ + lata hakua + eftʀ + faþur sin + finuiþ + uk + uarkas × uk × rahnfriþ + uk moþur sina + uk + at + ikikerþi + uk + at + kalf + uk + kiarþar + u- ...-at + (h)an ati ' ein × alt fyrst × þat × uaru × freantr þeia + koþ : hialbi + ant þaira + uiseti + risti × runa þisa

En nórdico antiguo:

Hæmingʀ ok Sialfi ok Iohan þæiʀ lata haggva æftiʀ faður sinn Finnvið, ok Vargas(?)/Varghôss(?) ok Ragnfriðr, ok moður sina, ok at Ingigærði ok at Kalf ok Gærðar o[k] <...-at>. Hann atti æinn allt fyrst. Þat vaʀu frændr þæiʀa. Guð hialpi and þæiʀa. Viseti risti runaʀ þessaʀ.

En español:

Hemingr y Sjalfi y Jóhan, ellos han cortado (la piedra) en memoria de su padre Finnviðr y Vargas(?)/Varghôss(?) y Ragnfríðr y su madre, y en memoria de Ingigerðr y en memoria de Kalfr y Gerðarr y... A él sólo le pertenecía todo al principio. Estos fueron sus familiares. Dios guíe sus almas. Véseti ha grabado estas runas.

La piedra tiene la firma grabada de Visäte, conocido maestro grabador de runas (erilaz) vikingo de Uppland, activo hacia finales del siglo XI. La inscripción está realizada al estilo Urnes, la última de las decoraciones vikingas zoomórficas. Las inscripciones de este estilo se caracterizan por las estrechas figuras de animales que se entrelazan en diseños apretados. Las cabezas de los animales están de perfil, tienen ojos delgados y en forma almendrada y suelen tener protuberancias rizadas sobre las narices y los cuellos.